# Флейт
Голландский флейт  — морское парусное транспортное судно Нидерландов XVI—XVIII веков.

## Отличительные черты
- Длина этих судов в 4—6 и более раз превышала их ширину, что позволяло им ходить под парусами уже довольно круто к ветру.
- В рангоуте были введены изобретённые в 1570 году стеньги.
- Увеличение длины мачт за счет изготовления их составными упростило их замену при ремонте, а реи стали укороченными, что позволило сделать узкие и удобные в обслуживании паруса и сократить общую численность верхней команды.
- Его борта делались слегка заваленными в сторону палубы, для того чтобы пошлина с судна была меньше[2][3].
- Впервые в истории на этих судах был применен штурвал[4].

Первый флейт был построен в 1595 году в городе Хорне, центре судостроения Голландии, в заливе Зёйдерзе.
Парусное вооружение фок- и грот-мачт состояло из фока, грота и соответствующих марселей, а позже на больших флейтах и брамселей. На бизань-мачте выше обычного косого паруса поднимали прямой парус крюйсель. На бушприте ставили прямоугольный парус блинд, иногда бом-блинд. На флейтах впервые появился штурвал, что облегчило перекладку руля. Флейты начала XVII века имели длину около 40 м, ширину около 6,5 м, осадку 3—3,5 м, грузоподъемность 350—400 т. Для самообороны на них устанавливали 10—20 пушек. Экипаж состоял из 60—65 человек. Суда этого типа отличались хорошими мореходными качествами, высокой скоростью, большой вместимостью и использовались главным образом в качестве военно-транспортных. На протяжении XVI—XVIII веков флейты занимали господствующее положение на всех морях.

## В Российском императорском флоте
В составе Российского императорского флота суда данного типа несли службу в первой половине XVIII века, входили в состав Балтийского флота и Каспийской флотилии. В составе флота находились как флейты, специально построенные для российского флота, так и суда, купленные для нужд флота у судовладельцев. Для самообороны на российские флейты могло быть установлено от четырёх до восьми орудий. Использовались для военных перевозок.